# Gabane
Gabane is een dorp in het district Kweneng in Botswana. De plaats telt 15237 inwoners (2011).